# 慶應義塾大学別科・日本語研修課程
慶應義塾大学別科・日本語研修課程（けいおうぎじゅくだいがくべっか・にほんごけんしゅうかてい）は、港区に所在する日本語学校。

## 概要
主に外国人を対象として日本語ならびに日本研究の授業を行う。
日本語を習い始めた初期から、専門分野の研究を行えるまでのレベルの授業が行われる。
日本語の技能を高める日本語科目と、日本の社会や文化に関する知識を深める日本文化科目が置かれる。
上級レベルでは大学や大学院で専門分野を学ぶための読解力や文章力が身に付けられる。慶應義塾大学の学部や大学院の科目を履修できるようにもなる。